# Vojskovođa
Vojskovođa je bio najviši čin u Domobranstvu Nezavisne Države Hrvatske. Jedini nositelj ovog čina bio je Slavko Kvaternik, koji ga je nosio od 10. travnja 1941. do listopada 1942., kada je smijenjen s mjesta zapovjednika oružanih snaga. Čin se može usporediti s činovima maršal ili feldmaršal. 

## Oznaka čina
Kvaternik je u odori kopnene vojske kao oznaku čina na ovratniku nosio latice koje su izgledom podsjećale na oznaku čina feldmaršala u austro-ugarskoj vojsci. Osim toga, u zrakoplovstvu NDH postojale su posebne oznake čina vojskovođe (epolete i latice). Kvaternik je kao vojskovođa imao i posebnu položajnu zastavu, a Pavelić mu je 13. travnja 1941. svečano predao i vojskovođinu sjekiricu u funkciji maršalske palice. Sjekirica je bila optočena srebrom te je u nju bilo ugrađeno i drago kamenje. Kvaternik ju je gotovo uvijek nosio sa sobom.